# Tomasz Kazecki
Tomasz Kazecki (ur. 1844, zm. 8 stycznia 1939) – polski inżynier leśnik, powstaniec styczniowy.

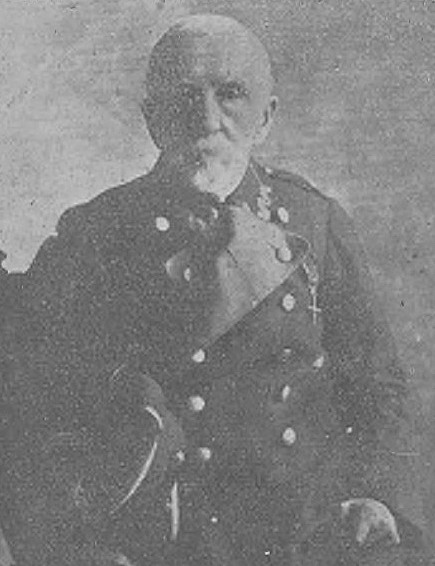
Tomasz Kazecki w mundurze weterana

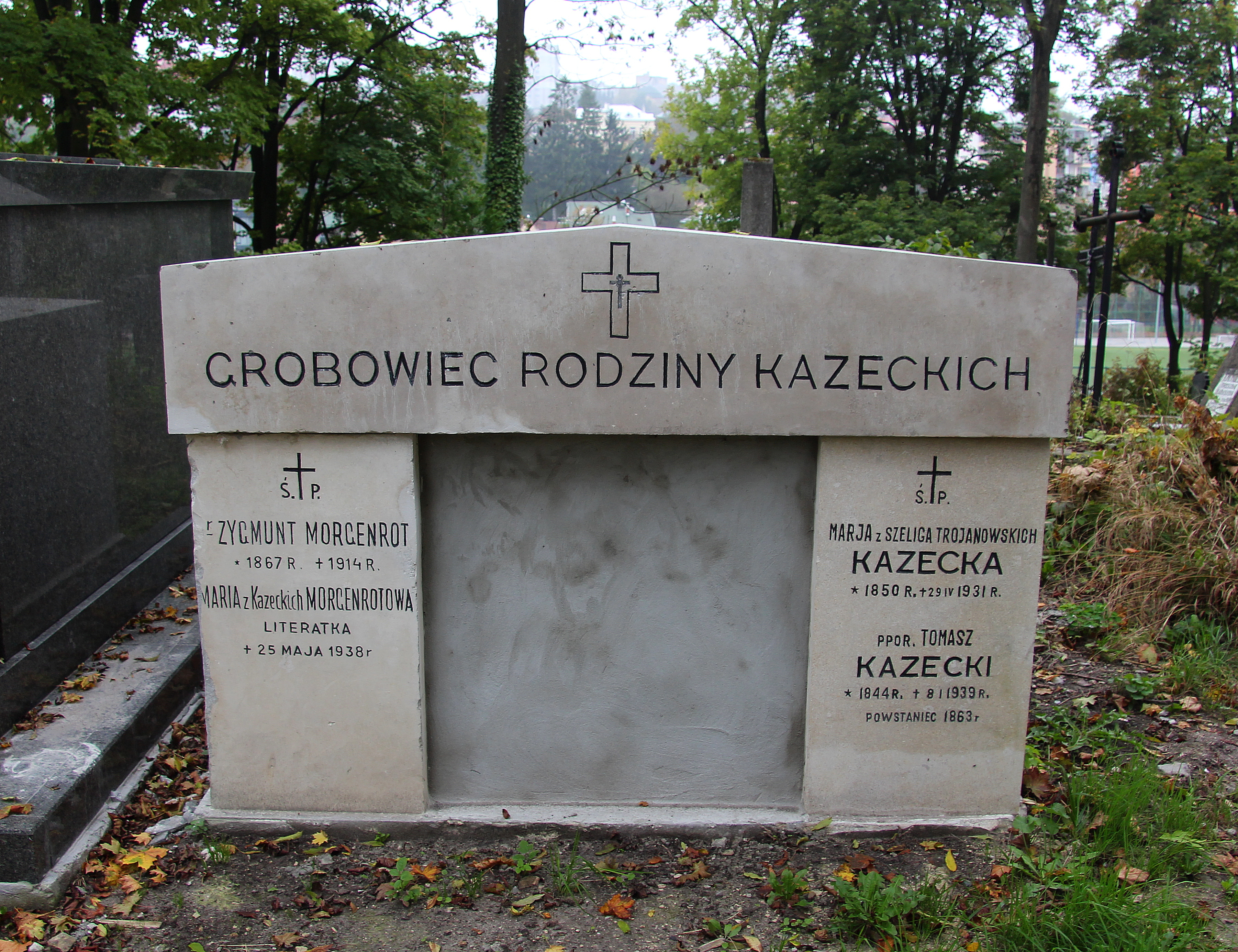
Grobowiec Kazeckich

## Życiorys
Urodził się w 1844. Jako uczeń gimnazjalny wziął udział w powstaniu styczniowym 1863. Walczył pod rozkazami gen. Józefa Wysockiego, uczestnicząc m.in. w bitwie pod Radziwiłłowem (zakończonej niepowodzeniem 2 lipca 1863).
Uzyskał tytuł inżyniera leśnika. Pracował jako zarządca dóbr. Po odzyskaniu przez Polskę niepodległości, decyzją sądu apelacyjnego we Lwowie z 1919 został mianowany rzeczoznawcą w sprawach ewentualnych wywłaszczeń przedmiotów i gruntów na rzecz kolei żelaznych. Należał do Galicyjskiego Towarzystwa Łowieckiego w 1914. Był czynnym członkiem Małopolskiego Towarzystwa Leśnego. W latach 80. XIX wieku był nadleśniczym w Załoźcach.
W okresie II Rzeczypospolitej został awansowany na stopień podporucznika weterana Wojska Polskiego. Zasiadł w zarządzie Towarzystwa Wzajemnej Pomocy Uczestników Powstania Polskiego z r. 1863/4 (TWPUPP), w 1930 został sekretarzem, był członkiem lwowskiego oddziału Związku Weteranów Powstania z roku 1863/4.
Jego żoną została Maria Marcella Antonina z domu Trojanowska (1850–1931), z którą miał córkę Marię (1880–1938). We Lwowie zamieszkiwał wraz z rodziną przy ulicy Józefa Ignacego Kraszewskiego 19.
W 1936 był jednym z dziewięciu żyjących uczestników powstania styczniowego mieszkających na obszarze województwa lwowskiego. Przechowywał krzyżyk powstańczy, „z którym powstańcy szli w bój za Polskę”; widniał na nim napis „25-27 luty. Pamiątka 8. kwietnia 1861“ oraz na odwrocie „Warszawa” i  rysunek wieńca cierniowego. W lutym 1938 otrzymał tytuł członkostwa honorowego oddziału lwowskiego Związku Byłych Ochotników Armii Polskiej. Na początku 1939, mając 95 lat, był we Lwowie jednym z trzech żyjących weteranów powstania styczniowego.
Zmarł w nocy z 8 na 9 stycznia 1939 w wieku 95 lat, a 11 stycznia 1939 został pochowany w grobowcu rodzinnym na Cmentarzu Łyczakowskim we Lwowie.

## Odznaczenia
- Krzyż Niepodległości z Mieczami (1930)[b][2][4][1]
- Krzyż Oficerski Orderu Odrodzenia Polski (1938)[21][2][4][22]
- Krzyż Siedemdziesięciolecia Powstania Styczniowego[1]
- Odznaka honorowa Korpusu Kadetów Nr 1[2][4][5]
- Członek honorowy Związku Obrońców Lwowa[2][4][5]
- Śląski Krzyż Walecznych[1]